# Templo de Jesús María
El Santuario de Nuestra Señora del Rayo, conocida como el Templo de Jesús María, es un edificio católico de la ciudad de Guadalajara, ubicada en el centro del estado de Jalisco, México. El templo es catalogado como monumento histórico por el Instituto Nacional de Antropología e Historia (INAH) para su preservación. Actualmente pertenece a la Parroquia del Sagrario Metropolitano de la Arquidiócesis de Guadalajara.

## Historia
El convento tuvo sus orígenes en el Beaterio de Jesús Nazareno de Compostela, la antigua capital de Nueva Galicia, que databa de 1685. El cura Fernando de Amezquita mantenía la custodia de las monjas del beaterio. Antes de su muerte, escribió su testamento donde dejaba el beaterio a cargo de las monjas, sin embargo el hermano de éste el capitán Antonio de Amezquita trató de heredar su legado y esto provocó una disputa. La Real Audiencia de Nueva Galicia, con la ayuda del obispo Juan de Santiago y León Garabito, intervino a favor de las monjas, las cuales decidieron mudarse al valle de Atemajac en 1692. Esto fue parte de un proceso en el cual todas las instituciones novohispanas se mudaron de Compostela a Guadalajara, consolidando ésta como la capital del reino.
Durante el mismo tiempo, el jesuita Feliciano Pimentel de San Luis Potosí reunió un grupo de mujeres de Valladolid y se asentaron en Guadalajara. Fundaron el Colegio de Niñas Jesús María pero los superiores de Pimentel le prohibieron seguir con ese proyecto ya que él era rector del Colegio de Santo Tomás. El obispo Felipe Galindo Chávez y Pineda tomó el proyecto de Pimentel y trato de unirlo con el ya existente Beaterio de Jesús Nazareno. Ya para 1707 solo era cuestión de elegir alguna de los dos beaterios dominicos de la ciudad para convertirla en convento, según el entonces obispo Diego Camacho y Ávila. Las monjas de Jesús Nazareno, contando con cofres con más de 46 mil pesos, fueron elegidos para establecer un nuevo convento. Una real cédula de 1721 aprobó la fundación de un nuevo convento con monjas provenientes del convento de Santa María de Gracia. El nuevo convento de monjas dominicas tomó el nombre de Jesús María, siendo establecido el 30 de mayo de 1721.
El edificio es conocido por ser uno de los que se incluye en la tradicional visita a los siete templos que se realiza anualmente en Semana Santa y que en el caso de Guadalajara incluye a otras iglesias como la catedral, el templo de la Merced, la basílica de San Felipe Neri, el templo de Santa Mónica, el templo de las Capuchinas y el templo de Santa Teresa de Jesús.

## Arquitectura
Como los conventos femeninos típicos de su época, su fachada es paralela a la calle. Cuenta con una nave, dos puertas gemelas y un atrio. El pie de la nave está emplazada por una torre campanario y los coros altos y bajos. La esquina del templo cuenta con una columna barroca con una escultura de San Cristóbal de Licia. El templo cuenta con iconografía zoomorfa en forma de gárgolas y con iconografía mariana en sus portadas con advocaciones marianas como Nuestra Señora de la Luz y Nuestra Señora de los Dolores. Su óculo, sacristía y reja del bajo coro son elementos importantes.

## Virgen del Rayo
De acuerdo a la tradición, un rayo cayó sobre una imagen de la Virgen del Rosario en el convento en la madrugada del 13 de agosto de 1807. Las hermanas dominicas descubrieron la imagen destrozada en la portería del convento, donde se había ubicado temporalmente. La imagen de la virgen quedó quemada pero el niño Dios que cargaba no sufrió ningún daño y las monjas tampoco sufrieron daño. Agradecidas por este hecho, las monjas celebraron la imagen con alabanzas y misas y devolviendo la imagen a su lugar adentro de la iglesia. Desde entonces se ha vuelto una advocación mariana popularmente conocida como la Virgen del Rayo, venerada tanto en Guadalajara como en otras partes del país. El templo sigue siendo el santuario de la imagen original.

## Galería

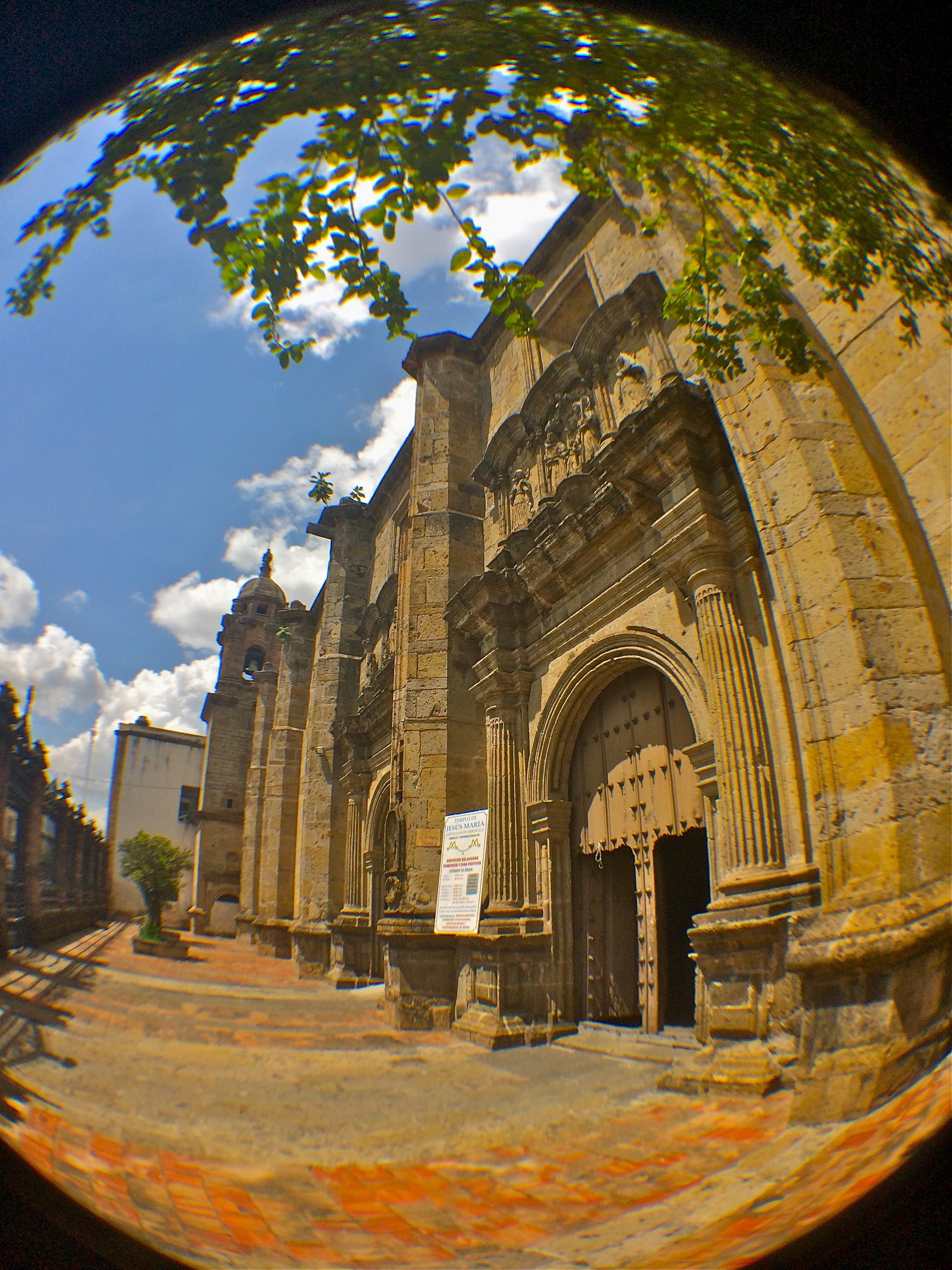
Atrio del templo.
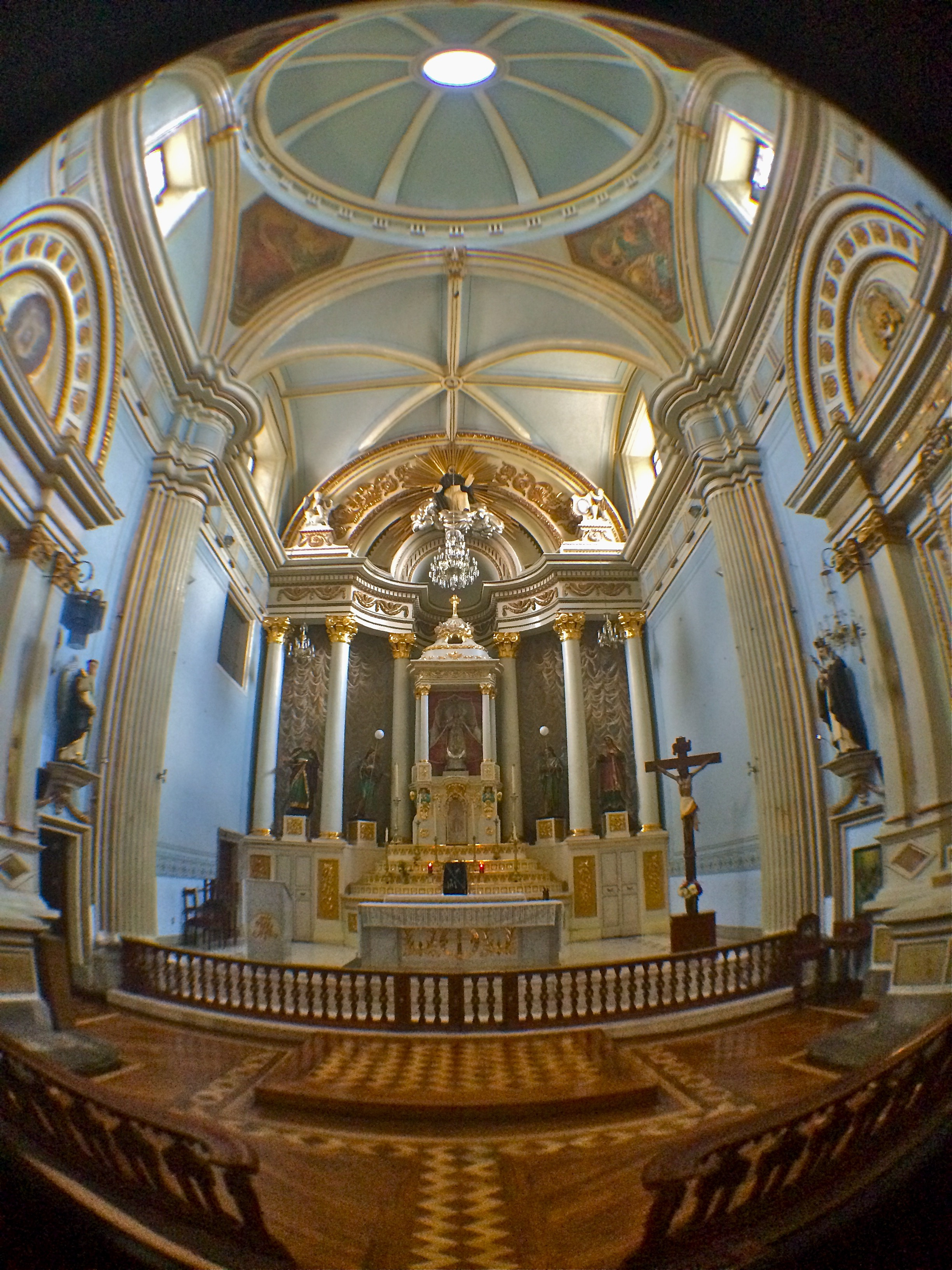
Retablo del templo.
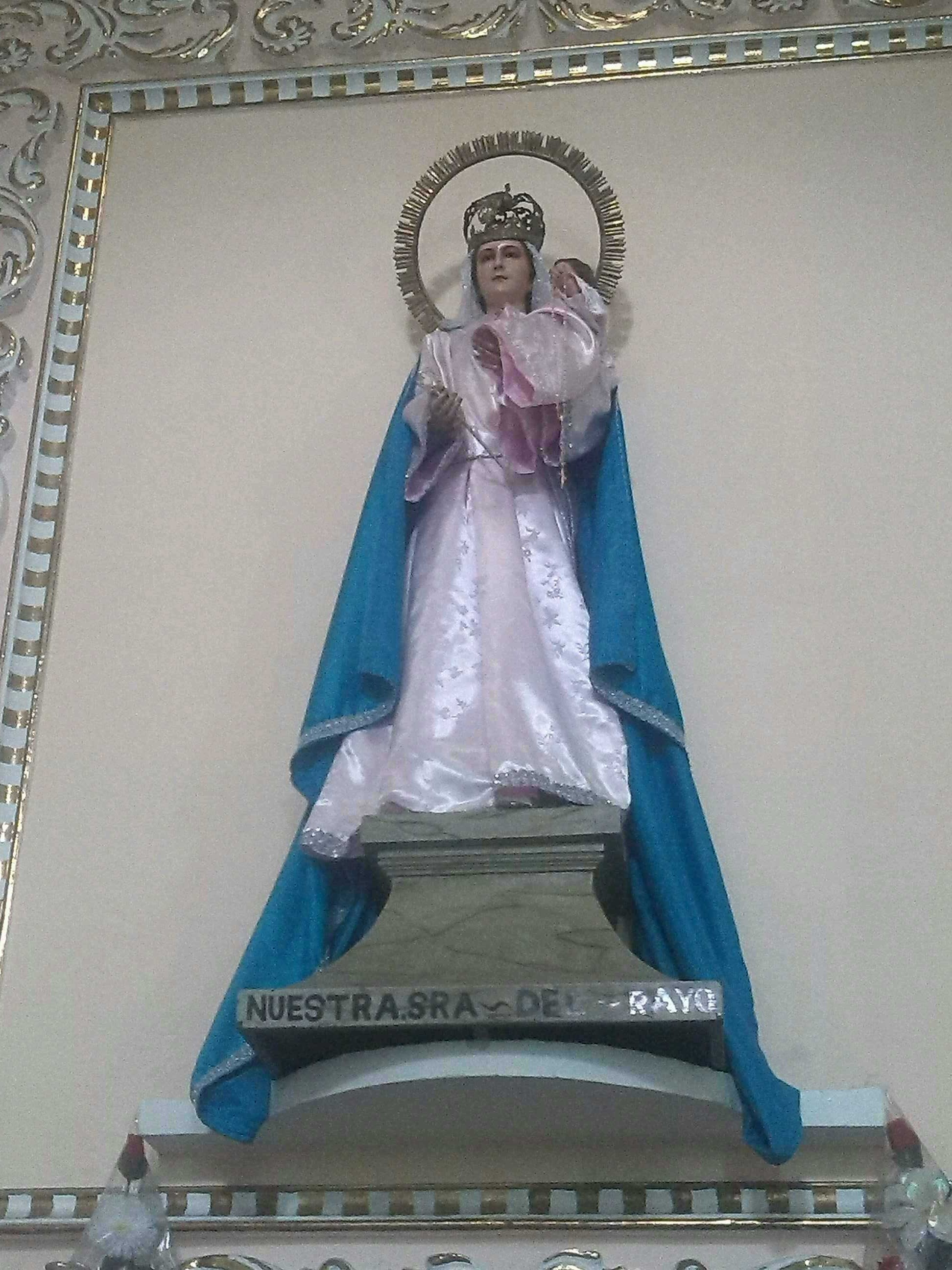
El templo es santuario de la Virgen del Rayo.